# Alan Walters
Sir Alan Arthur Walters (17 de junho de 1926 - 3 de janeiro de 2009) foi um economista britânico que era mais conhecido como o principal conselheiro econômico da primeira-ministra Margaret Thatcher de 1981 a 1983 e (após seu retorno dos Estados Unidos) novamente por cinco meses em 1989.
Uma de suas contribuições mais importantes para a teoria econômica foi demonstrar empiricamente que, para muitas indústrias, os custos na extremidade de alta escala da curva de custos de longo prazo são essencialmente constantes ou até declinantes. Isso foi estabelecido em seu artigo "Production and Cost Functions: An Econometric Survey", publicado pela revista Econometrica.